# بتانیکول کلراید
بتانیکول کلرید (به انگلیسی: Bethanechol chloride)
نام تجارتی: Duvoid - Myotonachol -Urabeth - Urecholine
طبقه بندی فارماکولوژیک: آگونیست کولینرژیک .
طبقه بندی درمانی: محرک دستگاه ادراری، محرک دستگاه گوارش
اشکال دارویی: قرص ۱۰ میلی گرمی

## موارد مصرف
- احتباس ادراری غیرانسدادی (فونکسیونل) حاد بعد از اعمال جراحی یا بعد از زایمان، آتونی نوروژنیک مثانه همراه با احتباس، اتساع شکمی، مگاکولون
- اختلال در عملکرد مثانه ناشی از مصرف فنوتیازین‌ها
- کاهش عوارض جانبی ضدافسردگی‌های سه حلقه‌ای
- ریفلاکس مزمن معده

## طریقه مصرف
- احتباس ادراری غیرانسدادی (فونکسیونل) حاد بعد از اعمال جراحی یا بعد از زایمان، آتونی نوروژنیک مثانه همراه با احتباس، اتساع شکمی، مگاکولون:

در بالغین: ۱۰ تا ۵۰ میلی گرم از راه خوراکی، دو یا سه یا چهار بار در روز تجویز می‌شود. بعضی از بیماران ممکن است حتی به ۵ تا ۱۰ میلی گرم از راه خوراکی در هر دوز نیاز داشته باشند. تجویز دوزهای بالاتر باید با احتیاط صورت گیرد.
در کودکان: روزانه ۰٫۶ میلی گرم به ازای هر کیلوگرم از وزن بدن، از راه خوراکی، منقسم در ۳ یا ۴ دوز روز تجویز می‌شود.
- اختلال در عملکرد مثانه ناشی از مصرف فنوتیازین‌ها

در بالغین: ۵۰ تا ۱۰۰ میلی گرم از راه خوراکی ۴ بار در روز تجویز می‌شود.
- کاهش عوارض جانبی ضدافسردگی‌های سه حلقه‌ای

در بالغین: ۲۵ میلی گرم از راه خوراکی ۳ بار در روز تجویز می‌شود.
- ریفلاکس مزمن معده

در بالغین: ۲۵ میلی گرم از راه خوراکی ۴ بار در روز تجویز می‌شود.

## مکانیسم اثر
اثر کولینرژیک انتخابی بتانیکول از طریق اثر روی گیرنده‌های کولینرژیک و سلولهای خودکار در عضلات صاف مثانه و دستگاه گوارش اعمال می‌گردد.

## موارد منع مصرف
- انسداد مکانیکی دستگاه گوارش یا مجاری ادراری
- در بیمارانی که افزایش فعالیت عضلات روده یا دستگاه ادراری تناسلی برای آنان مضر باشد
- بیماران مبتلا به برادی کاردی و واگوتونی
- هیپوتانسیون
- بیماری پارکینسون
- صرع
- بیمار مبتلا به بیماری عروق کرونر
- زخم پپتیک
- آسم وبیماران افسرده

## موارد احتیاط
- هیپرتانسیون
- بیماران مبتلا به پریتونیت
- بیماران مبتلا به سایر موارد التهاب دستگاه گوارش

## تداخلات دارویی
- مصرف کینیدین و پروکائین آمید احتمالاً اثرات کولینرژیکی دارو را تضعیف می‌نماید.
- اثرات کولینرژیکی دارو بدنبال مصرف مهارکننده‌های کولین استراز تشدید می‌شود.
- این دارو را نباید به‌طور همزمان با داروهای مسدودکنندهٔ عصبی عضلانی دپولاریزان مصرف نمود.

## عوارض جانبی
- در سلسله اعصاب مرکزی: سردرد، بی حالی
- در قلب و عروق: برادیکاردی، هیپوتانسیون ارتوستاتیک، ایست قلبی، تاکیکاردی رفلکسی، سنکوپ گذرا، بلوک کامل قلبی، کاهش فشارخون دیاستولیک.
- در پوست: برافروختگی، تعریق
- در گوش و حلق و بینی: لاکریماسیون، میوز.
- در دستگاه گوارش: کرامپ‌های شکمی، تهوع، اسهال، استفراغ، افزایش بزاق، اسهال، بربریگموس، دردهای کولیکی
- در دستگاه ادراری تناسلی: احتباس ادراری، احساس فوریت
- در سایر دستگاهها: افزایش ترشحات برونکیال، حمله آسم، احساس فشار در زیر استرنوم (بدلیل برونکواسپاسم، یا: اسپاسم مری)

توجه مهم: در صورت ایجاد بی قراری، آژیتاسیون، تنفس مشکل، تغییرات فشار خون، افزایش حساسیت، یا راش جلدی، مصرف دارو باید قطع شود.و رفلکس معده و حالت تهوع و استفراغ